# Orthogonioptilum kahli
Orthogonioptilum kahli är en fjärilsart som beskrevs av Holland 1921. Orthogonioptilum kahli ingår i släktet Orthogonioptilum och familjen påfågelsspinnare. Inga underarter finns listade i Catalogue of Life.